# ヨアニス・アマナティディス
ヨアニス・アマナティディス（Γιάννης Αμανατίδης, Ioannis Amanatidis, 1981年12月3日 - ）はギリシャ・コザニ出身の元同国代表選手である。ポジションはFW(センターフォワード)。